# Narsinghgarh (Rajgarh)
Narsinghgarh ist eine Stadt im Distrikt Rajgarh im indischen Bundesstaat Madhya Pradesh.
Die Stadt befindet sich 60 km nordnordwestlich von Bhopal, der Hauptstadt von Madhya Pradesh.
Die nationale Fernstraße NH 46 (Bhopal–Jhalawar) verläuft durch die Stadt.
Beim Zensus 2011 betrug die Einwohnerzahl 32.329.
Narsinghgarh war früher Hauptstadt des gleichnamigen Fürstenstaates. Oberhalb der Stadt befindet sich die alte Festung des Fürstentums.